# 오미자
오미자(五味子, five-flavor-fruit) 또는 오미자나무는 오미자과의 덩굴성 낙엽수이다. 단맛, 짠맛, 쓴맛, 신맛, 매운맛 등 다섯 가지의 맛을 고루 갖추고 있다고 하여 오미자라고 한다.

## 생태
산골짜기 암반지대에서 자라는 낙엽성 덩굴식물로 열매는 "오미자"라고 한다. 타원형 잎은 어긋나는데 뒷면의 잎맥 위에는 털이 있고, 잎 가장자리에는 잔톱니가 있다. 꽃은 붉은빛이 옅게 도는 황백색을 띠며, 6~7월에 암그루와 수그루에 따로따로 달린다. 꽃의 꽃덮이조각은 6~9장이고 수술은 다섯 개이고, 암술은 많다. 둥근 열매는 8~9월에 붉은색으로 익는데, 씨가 열매당 1~2개씩 들어 있다. 산딸기와 모습이 매우 비슷하며, 산딸기 보단 검붉은 색이 돈다.

## 쓰임새
열매는 약으로 쓰거나 술과 차, 화채의 재료로 이용한다. 오미자차, 오미자화채를 만드는 재료이다. 이 열매는 단맛, 짠맛, 쓴맛, 신맛, 매운맛의 다섯 가지의 맛을 고루 갖추고 있다고 하여 오미자라 하는데, 그 가운데에서도 신맛이 가장 강하다. 신맛의 성분으로서는 말산·타르타르산 등이 알려지고 있다. 한방에서는 약재로 이용되고 있다. 동물실험에서는 대뇌신경을 흥분시키고 강장작용이 나타났으며 호흡중독에도 직접 작용하고 있다. 또한, 심장활동을 도와서 혈압을 조절하고 간장에 들어가서는 간장의 대사를 촉진시키는 효과가 인정되었다. 약성은 완만하고 맛이 시며 독성은 없다.

### 효능
효능은 성신경의 기능을 향진시키므로 유정·몽정·유뇨 등에 효과가 현저하다. 또, 당뇨 환자가 입이 자주 마르고 갈증을 느낄 때에 복용하면 갈증이 제거되고, 여름에 땀을 많이 흘리고 난 뒤에 복용하여도 더위를 견디고 갈증을 적게 느끼게 된다. 오래도록 잘 치유되지 않는 해소에 사용하면 기침을 멈추게 하는 효과가 있다. 최근의 임상보고에 의하면 급성황달형 전염성간염에도 좋은 효과가 있음이 밝혀졌다. 금기사항으로는 감기로 인한 기침에는 사용하지 않도록 한다. 대표적인 처방으로는 생맥산이 있는데 여름에 더위와 갈증을 치료하는 데 좋은 처방이다. 민간에서는 차와 술을 담가 먹으며, 또한 화채로도 만들어 먹는다. 한방에서는 활용도가 높은 약재에 속한다.

## 갤러리

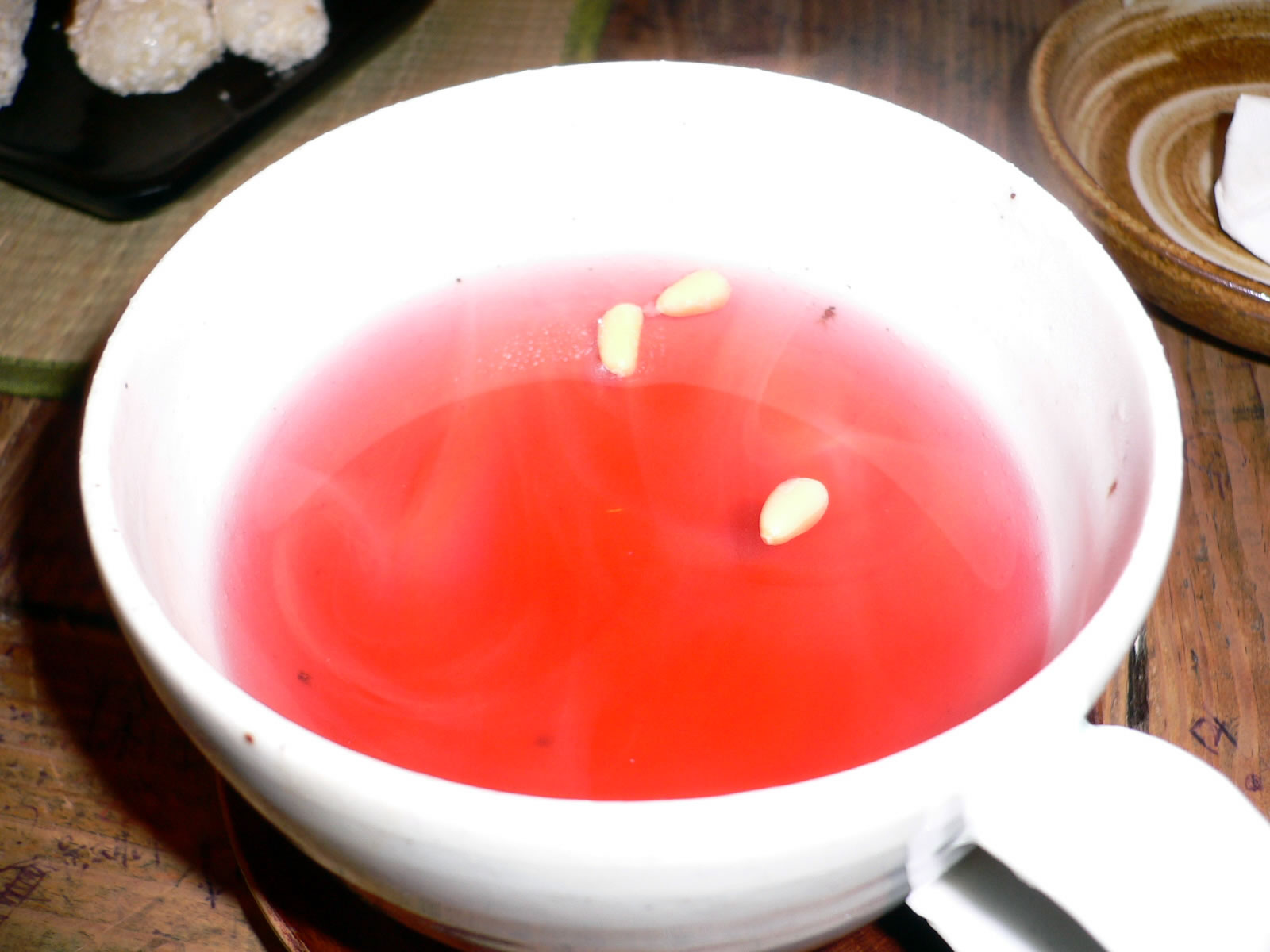
오미자차 1
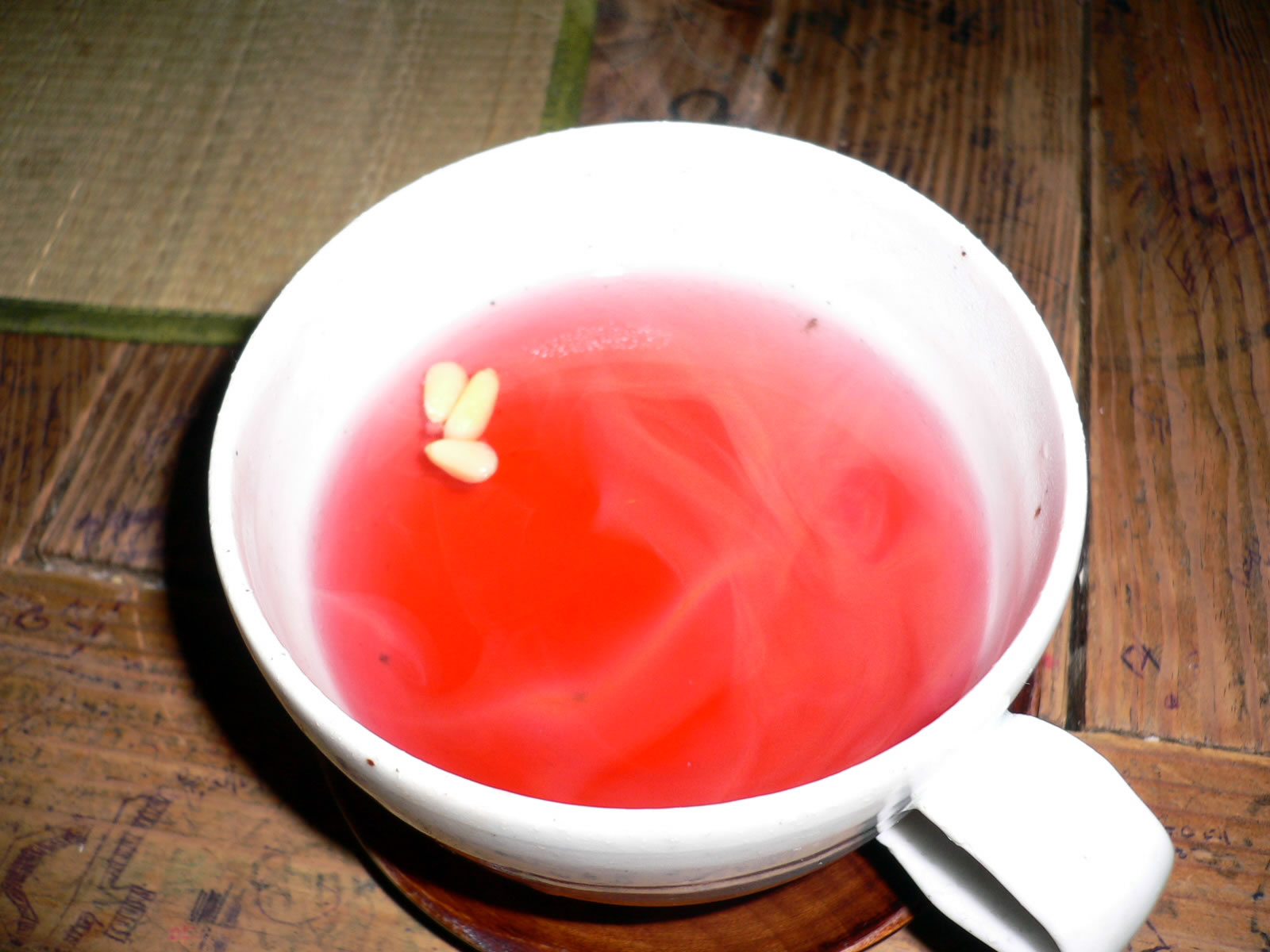
오미자차 2
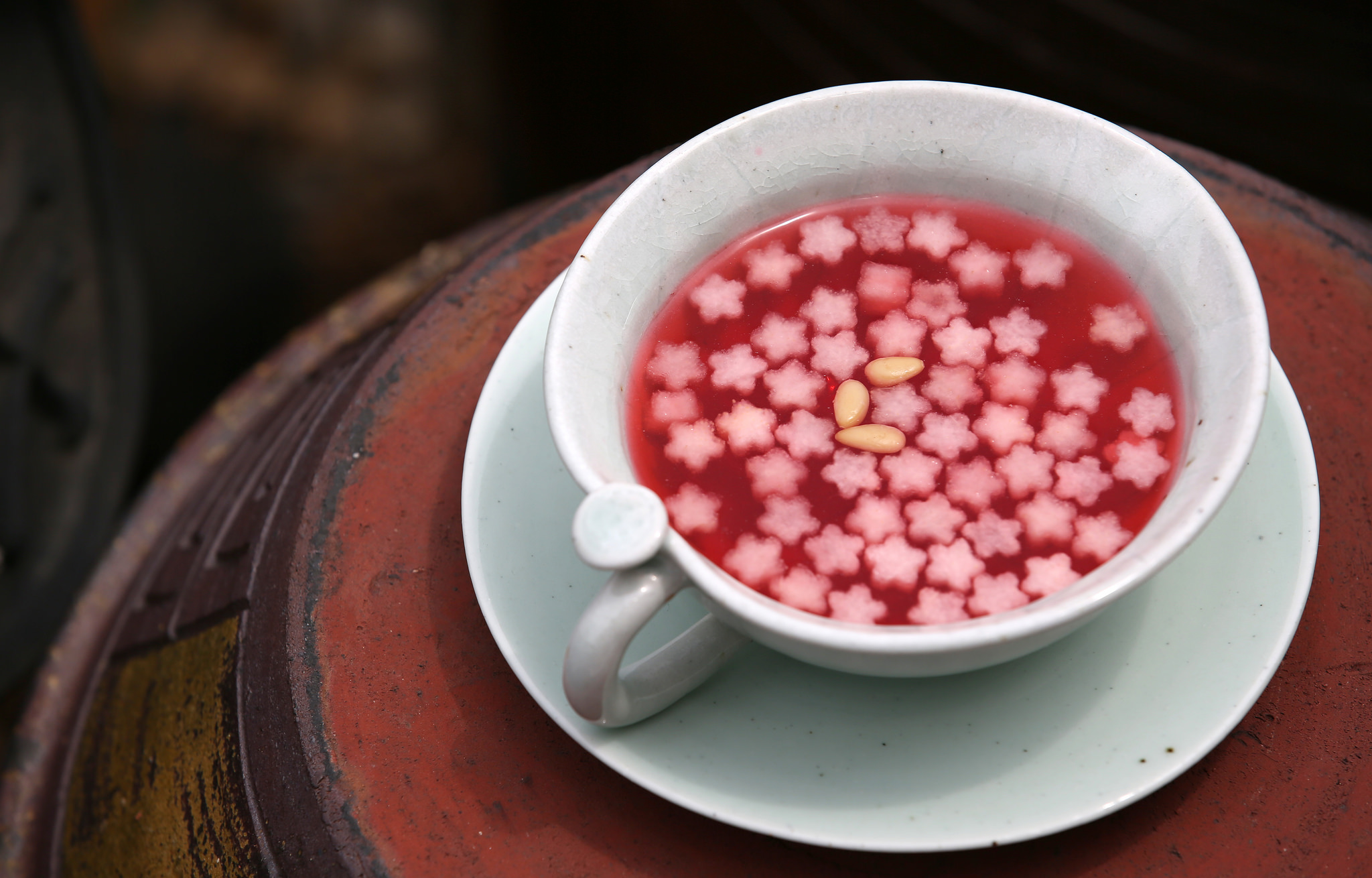
배 장식을 띄운 오미자차
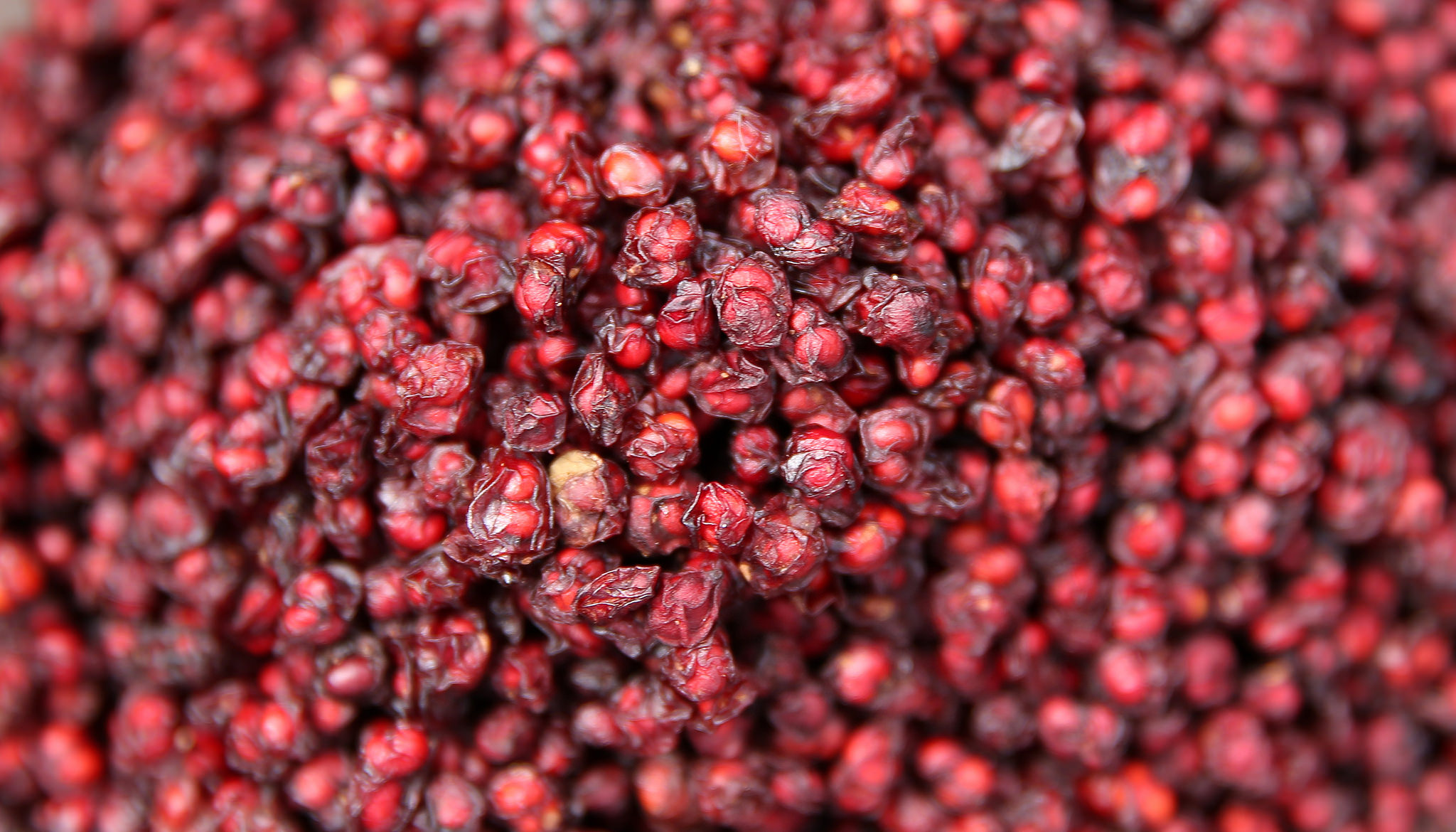
말린 오미자

## 참고 문헌
- 이 문서에는 다음커뮤니케이션(현 카카오)에서 GFDL 또는 CC-SA 라이선스로 배포한 글로벌 세계대백과사전의 내용을 기초로 작성된 글이 포함되어 있습니다.